# Ochetorhynchus andaecola
Az Ochetorhynchus andaecola a madarak (Aves) osztályának verébalakúak (Passeriformes) rendjébe és a fazekasmadár-félék (Furnariidae) családjába tartozó faj.

## Rendszerezése
A fajt Alcide d’Orbigny & Frédéric de Lafresnaye írta le 1838-ban, az Upucerthia nembe Upucerthia andaecola néven. Jelenlegi besorolása vitatott, egyes szervezetek áthelyezték az Ochetorhynchus nembe, egyesek továbbra is eredeti helyén jegyzik.

## Előfordulása
Argentína, Bolívia és Chile területén honos. Állandó, nem vonuló faj. A természetes élőhelye trópusi és szubtrópusi magaslati bokrosok, füves puszták és köves területek.

## Megjelenése
Átlagos testhossza 18 centiméter, testtömege 28-34 gramm.

## Külső hivatkozások
- Képek az interneten a fajról
- Ibc.lynxeds.com - videók a fajról
- Xeno-canto.org - elterjedési térképe és a faj hangja